# يوهانس هيربست
يوهانس هيربست (بالألمانية: Johannes Herbst) هو ملحن ألماني، ولد في 23 يوليو 1735، وتوفي في 15 يناير 1812.